# Elizabeth Smylie
Elizabeth Marie (Liz) Smylie née Sayers (Perth, 11 april 1963) is een voormalig tennisspeelster uit Australië. Zij was actief in het internationale tennis van 1980 tot en met 1997. Tot haar huwelijk met Peter David Smylie (10 november 1984) speelde zij onder haar eigen naam Sayers.

## Loopbaan
Nadat zij in 1979 (op zestienjarige leeftijd) even aan het kwalificatietoernooi van Wimbledon had geroken, debuteerde Sayers op het internationale platform in november 1980, toen zij de titel won op het Queensland Open in Brisbane, waar zij in de finale de Britse Sue Barker in twee sets bedwong. Een dag later startte Sayers op het Australian Open, waar zij in het dubbelspel de kwartfinale bereikte, samen met landgenote Linda Cassell. In 1981 behoorde zij tot de mondiale top tien bij de junioren.

### Enkelspel
In 1982 won Sayers haar volgende enkelspeltitel, op het Torneo Citta di Arzachena van Sardinië – in de finale versloeg zij de Amerikaanse Dana Gilbert. In het verdere verloop van de tachtiger jaren won zij nog WTA-titels in Kansas City (1983) en Oklahoma (1987). Daarnaast stond zij nog drie keer in een WTA-finale: in Brisbane (1984) en Tokio (1989 en 1990). In 1988 nam Smylie deel aan de Olympische spelen in Seoel – in het enkelspel kwam zij niet voorbij de eerste ronde.
Haar beste resultaat op de grandslamtoernooien is het bereiken van de kwartfinale op het Australian Open 1987, waar zij in de vierde ronde de als vierde geplaatste Helena Suková had verslagen. Haar hoogste notering op de WTA-ranglijst is de twintigste plaats, die zij bereikte in september 1987.

### Dubbelspel
Sayers/Smylie behaalde in het dubbelspel betere resultaten dan in het enkelspel. Zij stond in 1981 voor het eerst in een WTA-finale, op het Borden Classic in Kioto, samen met de Amerikaanse Kim Steinmetz – zij verloren van het Nederlandse koppel Marianne van der Torre en Nanette Schutte. In 1983 veroverde Sayers haar eerste dubbelspeltitel, op het toernooi van Ridgewood (New Jersey), samen met de Zuid-Afrikaanse Beverly Mould, door het koppel Rosalyn Fairbank en Susan Leo te verslaan. In totaal won zij 36 WTA-titels, de laatste in 1996 in Birmingham, samen met de Amerikaanse Linda Wild.
In 1988 nam Smylie deel aan de Olympische spelen in Seoel, samen met Wendy Turnbull – zij bereikten de halve finale, nadat zij in de kwartfinale de Sovjetspeelsters Larisa Savtsjenko (Letland) en Natallja Zverava (Wit-Rusland) hadden verslagen. Het leverde hen een bronzen medaille op.
Haar beste resultaat op de grandslamtoernooien is het winnen van Wimbledon 1985, samen met de Amerikaanse Kathy Jordan met wie zij in totaal achttien maal in een finale stond (daarvan wonnen zij er dertien). Met hun Wimbledon-overwinning maakten zij een eind aan een, ruim twee jaar lopende, ononderbroken reeks van een recordaantal van 109 gewonnen wedstrijden van hun Amerikaanse tegenstandsters Martina Navrátilová en Pam Shriver.
Haar hoogste notering op de WTA-ranglijst is de vijfde plaats, die zij bereikte in maart 1988.

### Tennis in teamverband
Eind 1990 nam Smylie deel aan de 1991-editie van de Hopman Cup, samen met Pat Cash. In de eerste ronde wonnen zij van Groot-Brittannië, maar in de kwartfinale waren zij niet opgewassen tegen het Zwitserse team Manuela Maleeva-Fragnière en Jakob Hlasek.
In de periode 1984–1994 nam zij bijna jaarlijks deel aan het Australische Fed Cup-team. In 1984 en in 1993 bereikten zij de finale van Wereldgroep I.

## Palmares
| Legenda                |
| ---------------------- |
| Grandslamtoernooi      |
| Olympische Spelen      |
| Year-End Championships |
| Tier I                 |
| Tier II                |
| Tier III               |
| Tier IV & V            |

### WTA-finaleplaatsen enkelspel
| nr.              | finale     | toernooi          | ondergrond    | tegenstandster     | score         |
| ---------------- | ---------- | ----------------- | ------------- | ------------------ | ------------- |
| gewonnen finales |            |                   |               |                    |               |
| 1.               | 1982-05-02 | WTA Sardinië      | gravel        | Dana Gilbert       | 6-3, 7-6      |
| 2.               | 1983-09-25 | WTA Kansas City   | hardcourt     | Anne Minter        | 6-3, 6-1      |
| 3.               | 1987-02-15 | WTA Oklahoma      | hardcourt (i) | Lori McNeil        | 4-6, 6-3, 7-5 |
| verloren finales |            |                   |               |                    |               |
| 1.               | 1984-11-18 | WTA Brisbane      | gras          | Helena Suková      | 4-6, 4-6      |
| 2.               | 1989-04-23 | WTA Japan (Tokio) | hardcourt     | Kumiko Okamoto     | 4-6, 2-6      |
| 3.               | 1990-04-14 | WTA Japan (Tokio) | hardcourt     | Catarina Lindqvist | 3-6, 2-6      |

### WTA-finaleplaatsen vrouwendubbelspel
| nr.              | finale     | toernooi              | ondergrond    | partner             | tegenstandsters                            | score         |         |
| ---------------- | ---------- | --------------------- | ------------- | ------------------- | ------------------------------------------ | ------------- | ------- |
| gewonnen finales |            |                       |               |                     |                                            |               |         |
| 1.               | 1983-02-27 | WTA Ridgewood         | tapijt (i)    | Beverly Mould       | Rosalyn Fairbank Susan Leo                 | 7-6, 4-6, 7-5 | details |
| 2.               | 1983-09-25 | WTA Kansas City       | hardcourt     | Sandy Collins       | Chris O'Neil Brenda Remilton               | 7-5, 7-6      | details |
| 3.               | 1984-08-26 | WTA Montréal          | hardcourt     | Kathy Jordan        | Claudia Kohde-Kilsch Hana Mandlíková       | 6-1, 6-2      | details |
| 4.               | 1984-09-23 | WTA Fort Lauderdale   | hardcourt     | Martina Navrátilová | Barbara Potter Sharon Walsh                | 2-6, 6-2, 6-3 | details |
| 5.               | 1984-10-14 | WTA Tampa             | hardcourt     | Carling Bassett     | Mary-Lou Piatek Wendy White                | 6-4, 6-3      | details |
| 6.               | 1985-01-27 | WTA Miami             | hardcourt     | Kathy Jordan        | Svetlana Tsjerneva Larisa Savtsjenko       | 6-4, 7-6      | details |
| 7.               | 1985-02-03 | WTA Marco Island      | hardcourt     | Kathy Jordan        | Camille Benjamin Bonnie Gadusek            | 6-3, 6-3      | details |
| 8.               | 1985-04-07 | WTA Tokio             | tapijt (i)    | Kathy Jordan        | Betsy Nagelsen Anne White                  | 4-6, 7-5, 6-2 | details |
| 9.               | 1985-05-12 | WTA Sydney            | hardcourt (i) | Pam Shriver         | Barbara Potter Sharon Walsh-Pete           | 7-5, 7-5      | details |
| 10.              | 1985-05-19 | WTA Melbourne         | tapijt (i)    | Pam Shriver         | Anne Hobbs Kathy Jordan                    | 6-2, 5-7, 6-1 | details |
| 11.              | 1985-07-07 | Wimbledon             | gras          | Kathy Jordan        | Martina Navrátilová Pam Shriver            | 5-7, 6-3, 6-4 | details |
| 12.              | 1985-08-18 | WTA Mahwah            | hardcourt     | Kathy Jordan        | Claudia Kohde-Kilsch Helena Suková         | 7-6, 6-3      | details |
| 13.              | 1985-09-22 | WTA Chicago           | tapijt (i)    | Kathy Jordan        | Elise Burgin JoAnne Russell                | 6-2, 6-2      | details |
| 14.              | 1986-02-02 | WTA Miami             | hardcourt     | Kathy Jordan        | Betsy Nagelsen Barbara Potter              | 7-6, 2-6, 6-2 | details |
| 15.              | 1986-03-09 | WTA Princeton         | tapijt (i)    | Kathy Jordan        | Hana Mandlíková Helena Suková              | 6-3, 7-5      | details |
| 16.              | 1986-08-24 | WTA Mahwah            | hardcourt     | Betsy Nagelsen      | Steffi Graf Helena Suková                  | 7-6, 6-3      | details |
| 17.              | 1987-01-11 | WTA Sydney            | gras          | Betsy Nagelsen      | Jenny Byrne Janine Tremelling              | 6-7, 7-5, 6-1 | details |
| 18.              | 1987-05-24 | WTA Genève            | gravel        | Betsy Nagelsen      | Laura Gildemeister Catherine Tanvier       | 4-6, 6-4, 6-3 | details |
| 19.              | 1988-06-19 | WTA Eastbourne        | gras          | Eva Pfaff           | Belinda Cordwell Dianne Van Rensburg       | 6-3, 7-6      | details |
| 20.              | 1989-02-12 | WTA Wellington        | hardcourt     | Janine Tremelling   | Tracey Morton Heidi Sprung                 | 7-6, 6-1      | details |
| 21.              | 1989-04-16 | WTA Singapore         | hardcourt     | Belinda Cordwell    | Ann Henricksson Beth Herr                  | 6-7, 6-2, 6-1 | details |
| 22.              | 1989-04-23 | WTA Japan (Tokio)     | hardcourt     | Jill Hetherington   | Ann Henricksson Beth Herr                  | 6-1, 6-3      | details |
| 23.              | 1989-05-14 | WTA Rome              | gravel        | Janine Tremelling   | Manon Bollegraf Mercedes Paz               | 6-4, 6-3      | details |
| 24.              | 1989-05-21 | WTA Berlijn           | gravel        | Janine Tremelling   | Lise Gregory Gretchen Magers               | 5-7, 6-3, 6-2 | details |
| 25.              | 1990-02-04 | WTA Tokio             | tapijt (i)    | Gigi Fernández      | Jo-Anne Faull Rachel McQuillan             | 6-2, 6-2      | details |
| 26.              | 1990-04-01 | WTA San Antonio       | hardcourt     | Kathy Jordan        | Gigi Fernández Robin White                 | 7-5, 7-5      | details |
| 27.              | 1990-04-14 | WTA Japan (Tokio)     | hardcourt     | Kathy Jordan        | Hu Na Michelle Jaggard                     | 6-0, 3-6, 6-1 | details |
| 28.              | 1990-11-18 | WTA Championships     | tapijt (i)    | Kathy Jordan        | Mercedes Paz Arantxa Sánchez               | 7-6, 6-4      | details |
| 29.              | 1991-02-03 | WTA Tokio             | tapijt (i)    | Kathy Jordan        | Mary Joe Fernandez Robin White             | 4-6, 6-0, 6-3 | details |
| 30.              | 1991-05-26 | WTA Genève            | gravel        | Nicole Provis       | Cathy Caverzasio Manuela Maleeva-Fragnière | 6-1, 6-2      | details |
| 31.              | 1991-06-16 | WTA Birmingham        | gras          | Nicole Provis       | Sandy Collins Elna Reinach                 | 6-3, 6-4      | details |
| 32.              | 1993-01-17 | WTA Sydney            | hardcourt     | Pam Shriver         | Lori McNeil Rennae Stubbs                  | 7-6, 6-2      | details |
| 33.              | 1993-08-01 | WTA Stratton Mountain | hardcourt     | Helena Suková       | Manuela Maleeva-Fragnière Mercedes Paz     | 6-1, 6-2      | details |
| 34.              | 1994-02-06 | WTA Tokio             | tapijt (i)    | Pam Shriver         | Manon Bollegraf Martina Navrátilová        | 6-3, 3-6, 7-6 | details |
| 35.              | 1994-07-31 | WTA Stratton Mountain | hardcourt     | Pam Shriver         | Conchita Martínez Arantxa Sánchez          | 7-6, 2-6, 7-5 | details |
| 36.              | 1996-06-16 | WTA Birmingham        | gras          | Linda Wild          | Lori McNeil Nathalie Tauziat               | 6-3, 3-6, 6-1 | details |
| verloren finales |            |                       |               |                     |                                            |               |         |
| 1.               | 1981-10-18 | WTA Kioto             | hardcourt     | Kim Steinmetz       | Marianne van der Torre Nanette Schutte     | 2-6, 4-6      | details |
| 2.               | 1983-06-12 | WTA Birmingham        | gras          | Beverly Mould       | Billie Jean King Sharon Walsh              | 2-6, 4-6      | details |
| 3.               | 1983-07-17 | WTA Newport (VS)      | gras          | Barbara Jordan      | Barbara Potter Pam Shriver                 | 3-6, 1-6      | details |
| 4.               | 1984-02-05 | WTA Indianapolis      | hardcourt (i) | Beverly Mould       | Cláudia Monteiro Yvonne Vermaak            | 7-6, 4-6, 5-7 | details |
| 5.               | 1984-03-11 | WTA Tokio             | tapijt (i)    | Barbara Jordan      | Ann Kiyomura Pam Shriver                   | 3-6, 7-6, 3-6 | details |
| 6.               | 1984-03-25 | WTA Dallas            | tapijt (i)    | Sandy Collins       | Leslie Allen Anne White                    | 4-6, 7-5, 2-6 | details |
| 7.               | 1984-06-17 | WTA Birmingham        | gras          | Barbara Jordan      | Leslie Allen Anne White                    | 5-7, 3-6      | details |
| 8.               | 1984-12-16 | WTA Tokio             | tapijt (i)    | Catherine Tanvier   | Claudia Kohde-Kilsch Helena Suková         | 4-6, 1-6      | details |
| 9.               | 1985-03-10 | WTA Princeton         | tapijt (i)    | Marcella Mesker     | Martina Navrátilová Pam Shriver            | 5-7, 2-6      | details |
| 10.              | 1985-06-23 | WTA Eastbourne        | gras          | Kathy Jordan        | Martina Navrátilová Pam Shriver            | 5-7, 4-6      | details |
| 11.              | 1985-07-21 | WTA Newport (VS)      | gras          | Pam Shriver         | Chris Evert Wendy Turnbull                 | 4-6, 6-7      | details |
| 12.              | 1985-12-15 | WTA Tokio             | tapijt (i)    | Marcella Mesker     | Claudia Kohde-Kilsch Helena Suková         | 0-6, 4-6      | details |
| 13.              | 1986-03-30 | WTA Nashville         | tapijt (i)    | Kathy Jordan        | Barbara Potter Pam Shriver                 | 4-6, 3-6      | details |
| 14.              | 1986-06-15 | WTA Birmingham        | gras          | Wendy Turnbull      | Elise Burgin Rosalyn Fairbank              | 2-6, 4-6      | details |
| 15.              | 1987-01-04 | WTA Brisbane          | gras          | Betsy Nagelsen      | Hana Mandlíková Wendy Turnbull             | 4-6, 3-6      | details |
| 16.              | 1987-03-29 | WTA Piscataway        | tapijt (i)    | Betsy Nagelsen      | Gigi Fernández Lori McNeil                 | 1-6, 4-6      | details |
| 17.              | 1987-06-20 | WTA Eastbourne        | gras          | Rosalyn Fairbank    | Svetlana Parchomenko Larisa Savtsjenko     | 6-7, 6-4, 5-7 | details |
| 18.              | 1987-07-05 | Wimbledon             | gras          | Betsy Nagelsen      | Claudia Kohde-Kilsch Helena Suková         | 5-7, 5-7      | details |
| 19.              | 1987-08-30 | WTA Mahwah            | hardcourt     | Anne Hobbs          | Gigi Fernández Lori McNeil                 | 3-6, 2-6      | details |
| 20.              | 1987-09-13 | US Open               | hardcourt     | Kathy Jordan        | Martina Navrátilová Pam Shriver            | 7-5, 4-6, 2-6 | details |
| 21.              | 1989-01-15 | WTA Sydney            | hardcourt     | Wendy Turnbull      | Martina Navrátilová Pam Shriver            | 3-6, 3-6      | details |
| 22.              | 1989-02-05 | WTA Auckland          | hardcourt     | Janine Tremelling   | Patty Fendick Jill Hetherington            | 4-6, 4-6      | details |
| 23.              | 1989-03-05 | WTA Oklahoma          | hardcourt (i) | Elise Burgin        | Lori McNeil Betsy Nagelsen                 | forfait       | details |
| 24.              | 1989-07-23 | WTA Newport (VS)      | gras          | Wendy Turnbull      | Gigi Fernández Lori McNeil                 | 3-6, 7-6, 5-7 | details |
| 25.              | 1989-09-17 | WTA Tokio             | tapijt (i)    | Wendy Turnbull      | Gigi Fernández Robin White                 | 2-6, 2-6      | details |
| 26.              | 1990-05-27 | WTA Straatsburg       | gravel        | Kathy Jordan        | Nicole Provis Elna Reinach                 | 1-6, 4-6      | details |
| 27.              | 1990-07-08 | Wimbledon             | gras          | Kathy Jordan        | Jana Novotná Helena Suková                 | 3-6, 4-6      | details |
| 28.              | 1993-01-31 | Australian Open       | hardcourt     | Pam Shriver         | Gigi Fernández Natallja Zverava            | 4-6, 3-6      | details |
| 29.              | 1993-06-13 | WTA Birmingham        | gras          | Pam Shriver         | Lori McNeil Martina Navrátilová            | 3-6, 4-6      | details |
| 30.              | 1993-08-08 | WTA San Diego         | hardcourt     | Pam Shriver         | Gigi Fernández Helena Suková               | 4-6, 3-6      | details |
| 31.              | 1994-02-13 | WTA Osaka             | tapijt (i)    | Pam Shriver         | Larisa Neiland Rennae Stubbs               | 4-6, 7-6, 5-7 | details |
| 32.              | 1994-08-21 | WTA Montréal          | hardcourt     | Pam Shriver         | Meredith McGrath Arantxa Sánchez           | 6-2, 2-6, 4-6 | details |
| 33.              | 1994-08-28 | WTA Schenectady       | hardcourt     | Pam Shriver         | Meredith McGrath Larisa Neiland            | 2-6, 2-6      | details |

### WTA-finaleplaatsen gemengd dubbelspel
| nr.              | finale     | toernooi  | ondergrond | partner         | tegenstanders                       | score         |         |
| ---------------- | ---------- | --------- | ---------- | --------------- | ----------------------------------- | ------------- | ------- |
| gewonnen finales |            |           |            |                 |                                     |               |         |
| 1.               | 1983-09-11 | US Open   | hardcourt  | John Fitzgerald | Barbara Potter Ferdi Taygan         | 3-6, 6-3, 6-4 | details |
| 2.               | 1990-09-09 | US Open   | hardcourt  | Todd Woodbridge | Natallja Zverava Jim Pugh           | 6-4, 6-2      | details |
| 3.               | 1991-07-07 | Wimbledon | gras       | John Fitzgerald | Natallja Zverava Jim Pugh           | 7-6, 6-2      | details |
| verloren finales |            |           |            |                 |                                     |               |         |
| 1.               | 1984-09-09 | US Open   | hardcourt  | John Fitzgerald | Manuela Maleeva Tom Gullikson       | 6-2, 5-7, 4-6 | details |
| 2.               | 1985-07-07 | Wimbledon | gras       | John Fitzgerald | Martina Navrátilová Paul McNamee    | 5-7, 6-4, 2-6 | details |
| 3.               | 1985-09-08 | US Open   | hardcourt  | John Fitzgerald | Martina Navrátilová Heinz Günthardt | 3-6, 4-6      | details |
| 4.               | 1988-09-11 | US Open   | hardcourt  | Patrick McEnroe | Jana Novotná Jim Pugh               | 5-7, 3-6      | details |
| 5.               | 1990-07-08 | Wimbledon | gras       | John Fitzgerald | Zina Garrison Rick Leach            | 5-7, 2-6      | details |

## Resultaten grandslamtoernooien
| Legenda | Legenda                          |
| ------- | -------------------------------- |
| g.t.    | geen toernooi gehouden           |
| l.c.    | lagere categorie                 |
| –       | niet deelgenomen                 |
| G       | uitgeschakeld in de groepsfase   |
| 1R      | uitgeschakeld in de eerste ronde |
| 2R      | uitgeschakeld in de tweede ronde |
| 3R      | uitgeschakeld in de derde ronde  |
| 4R      | uitgeschakeld in de vierde ronde |
| KF      | uitgeschakeld in de kwartfinale  |
| HF      | uitgeschakeld in de halve finale |
| F       | de finale verloren               |
| W       | het toernooi gewonnen            |
| w-v     | winst/verlies-balans             |

### Enkelspel
| Toernooi        | 1980 | 1981 | 1982 | 1983 | 1984 | 1985 | 1986 | 1987 | 1988 | 1989 | 1990 | 1991 |    | 1993 | 1994  | w-v |
| --------------- | ---- | ---- | ---- | ---- | ---- | ---- | ---- | ---- | ---- | ---- | ---- | ---- | -- | ---- | ----- | --- |
| Australian Open |      |      |      |      |      |      | g.t. | KF   | 1R   | 1R   | 3R   | 3R   | 1R | 1R   | 10-12 |     |
| Roland Garros   | –    | –    | –    | 2R   | 1R   | –    | 1R   | 1R   | –    | 1R   | 1R   | 1R   | 1R | –    | 1-8   |     |
| Wimbledon       | –    | 2R   | 1R   | 1R   | 4R   | 4R   | 3R   | 3R   | 1R   | 3R   | 1R   | 3R   | 2R | 1R   | 16-13 |     |
| US Open         | –    | 1R   | –    | 1R   | 1R   | 1R   | 2R   | 2R   | –    | 2R   | 1R   | 1R   | 1R | –    | 3-10  |     |
| Australian Open | 1R   | –    | 1R   | 2R   | 1R   | 2R   | g.t. |      |      |      |      |      |    |      |       |     |

### Vrouwendubbelspel
| Toernooi        | 1980 | 1981 | 1982 | 1983 | 1984 | 1985 | 1986 | 1987 | 1988 | 1989 | 1990 | 1991 | 1992 | 1993 | 1994 |    | 1996 | 1997  | w-v |
| --------------- | ---- | ---- | ---- | ---- | ---- | ---- | ---- | ---- | ---- | ---- | ---- | ---- | ---- | ---- | ---- | -- | ---- | ----- | --- |
| Australian Open |      |      |      |      |      |      | g.t. | 1R   | HF   | KF   | 3R   | KF   | –    | F    | HF   | 1R | 1R   | 23-13 |     |
| Roland Garros   | –    | –    | 3R   | 2R   | HF   | –    | –    | KF   | –    | 1R   | 2R   | 2R   | –    | 2R   | 2R   | 3R | –    | 16-10 |     |
| Wimbledon       | –    | –    | 1R   | 1R   | 2R   | W    | KF   | F    | KF   | 3R   | F    | 3R   | 1R   | HF   | KF   | HF | 1R   | 38-14 |     |
| US Open         | –    | 1R   | 2R   | 3R   | 3R   | 2R   | KF   | F    | 1R   | 2R   | HF   | 2R   | 2R   | 3R   | 3R   | 1R | –    | 25-14 |     |
| Australian Open | KF   | 2R   | 1R   | 2R   | 1R   | 2R   | g.t. |      |      |      |      |      |      |      |      |    |      |       |     |

### Gemengd dubbelspel
| Toernooi        | 1983 | 1984 | 1985 | 1986 | 1987 | 1988 | 1989 | 1990 | 1991 | 1992 | 1993 | 1994 |    | 1996 | 1997  | w-v |
| --------------- | ---- | ---- | ---- | ---- | ---- | ---- | ---- | ---- | ---- | ---- | ---- | ---- | -- | ---- | ----- | --- |
| Australian Open |      |      |      | g.t. | 2R   | KF   | KF   | HF   | HF   | –    | KF   | 2R   | 1R | 1R   | 13-9  |     |
| Roland Garros   | 2R   | KF   | –    | –    | 1R   | –    | –    | 3R   | –    | –    | HF   | 2R   | –  | –    | 8-6   |     |
| Wimbledon       | –    | HF   | F    | KF   | KF   | HF   | 2R   | F    | W    | 2R   | 3R   | KF   | 3R | –    | 36-11 |     |
| US Open         | W    | F    | F    | HF   | 2R   | F    | 2R   | W    | 2R   | 1R   | 2R   | 1R   | 1R | –    | 30-11 |     |
| Australian Open | –    | –    | –    | g.t. |      |      |      |      |      |      |      |      |    |      |       |     |